# Simon Gutowski
Simon Gutowski (* 1627; † 1685) war polnischer Orgelbauer und Komponist.

## Leben
Gutowski war ein polnischer Adeliger, der nach Russland ging und in Smolensk sesshaft wurde. Zar Alexei Michailowitsch holte ihn in seine Dienste. Gutowski wurde Kapellmeister des Zarenhofes in Moskau. Für den Zaren baute er eine ganze Reihe von Orgeln. Er war nicht nur Organist und ein Zimballist, sondern auch Erbauer von Tasteninstrumenten. Simon Gutowski war ein vielseitig begabter Künstler, der mit der Breite seiner Interessen an die Persönlichkeiten der italienischen Renaissance erinnerte. Mit ihm begann der Notendruck in Russland. Im Jahre 1662 bekam der Schah von Persien eine Gutowski – Orgel als Geschenk vom russischen Zaren. 1772 wurde das neue Hoftheater des Zaren mit einer neuen Gutowski-Orgel ausgestattet. Im Jahre 1667 fertigte er für die Zarendruckerei die erste Presse in Russland zum Abdrücken von Kupferstichen an. Er erfand auch eine Werkbank, mit deren Hilfe man die Noten druckte.